# نوری‌یوشی اوهرای
نوری‌یوشی اوهرای (انگلیسی: Noriyoshi Ohrai; ۱۷ نوامبر ۱۹۳۵ – ۲۷ اکتبر ۲۰۱۵) تصویرگر اهل ژاپن بود.